# Solotoi Wawilon Rostokino

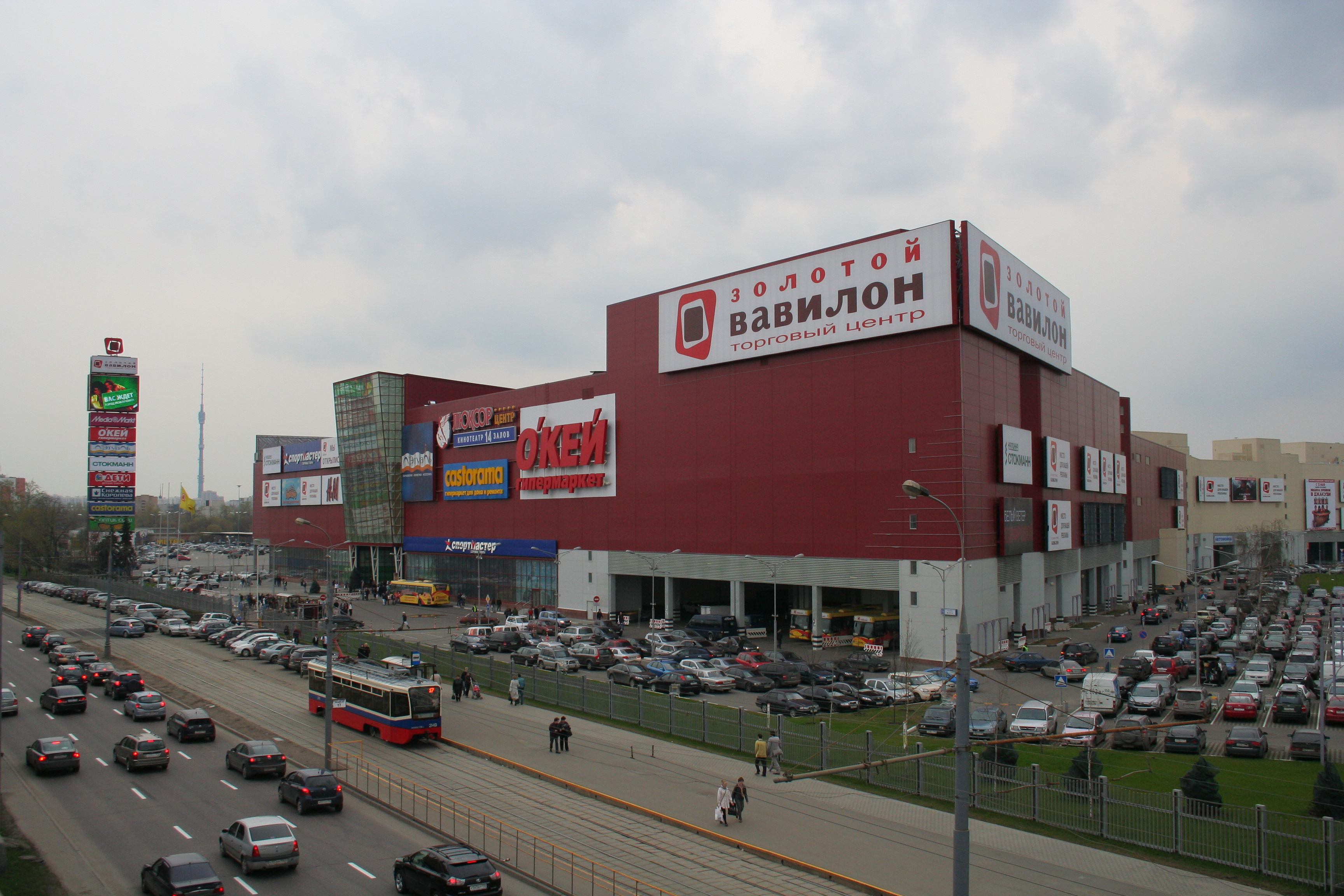
Solotoi Wawilon von außen

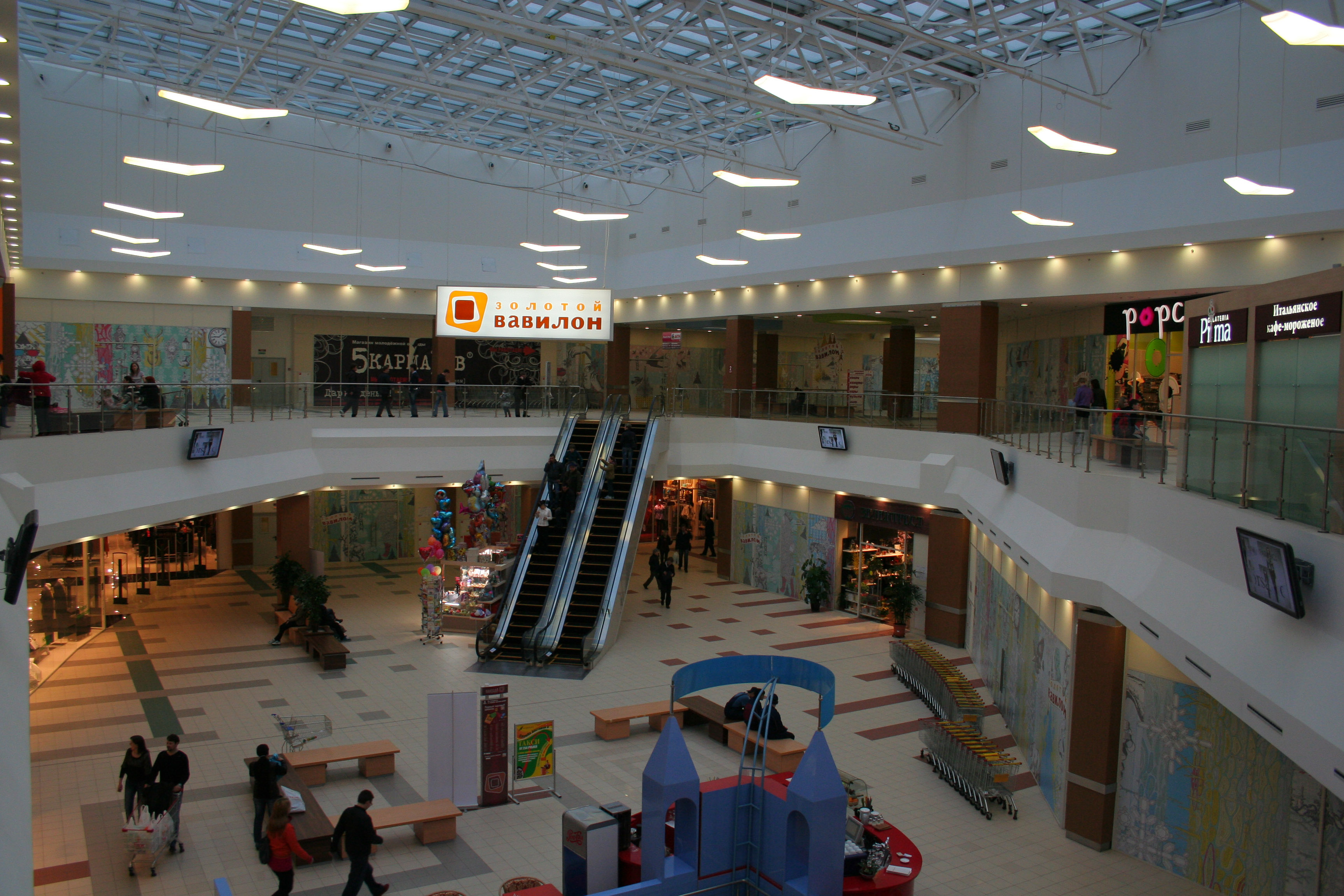
Innenansicht

Solotoi Wawilon Rostokino (russisch ТРЦ «Золотой Вавилон Ростокино», deutsch: Goldenes Babylon Rostokino) ist der Name eines Einkaufszentrums in Moskau. Es befindet sich im namensgebenden Moskauer Stadtteil Rostokino, hat eine Verkaufsfläche von 170.000 Quadratmetern (mehr als doppelt so groß wie das traditionsreiche Warenhaus GUM am Roten Platz) und über 300 Geschäfte und ein Multiplex-Kino mit 16 Sälen. Das 2009 eröffnete Zentrum gehört damit zu den größten in Russland.
Das Einkaufszentrum befindet sich im Nordöstlichen Verwaltungsbezirk Moskaus, an der Ausfallstraße Prospekt Mira, wenige Gehminuten von der Bahnstation Rostokino des Kleinen Moskauer Eisenbahnrings.

## Konzeptänderung
Ende 2017 verkaufte die österreichische Immofinanz-Gruppe fünf ihrer Einkaufszentren in Moskau, darunter auch das „Solotoi Wawilon Rostokino“, an die russische FortGroup für 901 Millionen Euro. 
Ende 2018 begann FortGroup mit der Umgestaltung des Einkaufszentrums und benannte es in «Европолис Ростокино» ("Europolis Rostokino") um. Die Umstrukturierung umfasste die Modernisierung der Innenräume, die Anpassung der Mieterstruktur sowie Verbesserungen der Infrastruktur. Ziel dieser Maßnahmen war es, mehr Besucher anzuziehen und die Einnahmen zu steigern. 

## Partner und Investoren
Der Entwickler des Projekts ist das Unternehmen PATERO Development, das an der Entwicklung zahlreicher Einkaufs- und Freizeitzentren in Moskau und anderen Regionen Russlands beteiligt war. Als vertraglicher Partner und Investor des Projekts fungierte der österreichische Fonds Immoeast AG. Zusätzlich wurde für den Bau des Einkaufszentrums eine Kreditlinie bei der Sberbank in Höhe von 175 Millionen US-Dollar mit einer Laufzeit von 4,5 Jahren eröffnet. Die international tätige Beratungsfirma Colliers International übernahm die Marketing- und Vermietungsdienstleistungen für das Projekt.